# Zosteropoda elevata
Zosteropoda elevata là một loài bướm đêm thuộc họ Noctuidae. Nó được tìm thấy ở miền bắc Nam Mỹ, bao gồm Colombia.